# José Gadea Pro
José Gadea Pro (Alacant, 18 de març de 1861 - 1928) va ser un metge i polític valencià. És conegut com el Doctor Gadea.

## Activitat acadèmica
Va cursar els estudis de Batxillerat a Alcoi. El 1880 obté la llicenciatura de Farmàcia, i el 1889, la de Medicina i Cirurgia. Va ostentar diversos càrrecs, com ara Cap Provincial de Sanitat a Alacant, president de la Societat Econòmica d'Amics del País, president del Col·legi de Metges i Cap de l'Hospital Provincial. Va ser l'autor del primer Reglament de Sanitat i Higiene a l'Estat espanyol.

## Activitat política
Gadea va formar part de la vida política alacantina de finals del segle xix i principis del XX. Va ser membre de la Lògia Constante Alona. Entre els diversos càrrecs que va detentar hi ha el d'alcalde de la ciutat, que ocuparia en tres períodes.
Va ser nomenat batlle alacantí per primer cop el 1893, substituint Manuel Gómiz, fins a 1895. Dos anys després, quan acaba el mandat de José Forner Pascual de Pobil, Gadea pren les regnes durant uns altres dos anys. Finalment, serà alcalde per tercera ocasió entre 1901 i 1903, substituint Alfonso de Sandoval y Bassecourt.
Com a primer edil, Gadea va destacar pels seus esforços a millorar les condicions sanitàries i higièniques d'Alacant.

## Curiositats
- Va estar casat amb Remedios Beneyto Tro; hi van tindre cinc fills.
- Actualment, dona nom a una avinguda d'Alacant, prop del Castell de Sant Ferran.